# Jedesbach
Jedesbach ist ein Ortsteil der Gemeinde Thanstein im Oberpfälzer Landkreis Schwandorf in Bayern.

## Geographische Lage
Jedesbach liegt am Fuß des 576 Meter hohen Rösselberges ungefähr 3,5 Kilometer südwestlich von Thanstein auf einer schmalen Rodungsfläche, die sich im Bogen von Thanstein zunächst nach Westen, dann nach Süden bis zum Schwarzachtal hinzieht.
Im Süden und Südosten von Jedesbach befindet sich ein ausgedehntes Waldgebiet mit dem Rösselberg (576 m), dem Plattenschlag (615 m), dem Unteren und dem Oberen Eibenstein (566 m), dem Stockinger Berg (582 m) und dem Roten Berg (633 m).
Im Norden und Nordwesten von Jedesbach befindet sich ebenfalls ein großes Waldgebiet mit dem Alten Thannstein (635 m), dem Knock (667 m), der Platte (616 m) und dem Warnberg (568 m).

## Geschichte

### Anfänge bis 16. Jahrhundert
Jedesbach (auch: Ydolfisbach, Idoltspach, Idoltzpach, Iderpach, Jederspach) wird 1177 erstmals als Vogtei des Gebhard von Sulzbach erwähnt.
1177 übertrug das Kloster Waldsassen verschiedene Hufen des Gutes Jedesbach an einen gewissen Konrad.
Der Sulzbacher Graf Gebhard II. war 1177 Besitzer der Güter Jedesbach. Nach seinem Tod 1188 fiel Jedesbach durch Erbschaft an die Ortenburger, da Elisabeth von Sulzbach, die Tochter des Grafen Gebhard II., mit Graf Rapoto I. von Ortenburg verheiratet war.
1285 wird Jedesbach mit einem Hof und einem Lehen als zum Amt Neunburg-Warberg gehörig aufgeführt.
Im Salbuch Ludwigs des Bayern von 1326 wird Jedesbach mit einem Lehen, das Reimbotus Cholo gehört, als zum Amt Neunburg gehörig verzeichnet.

### 17. Jahrhundert und 18. Jahrhundert
Der Dreißigjährige Krieg verringerte die Bevölkerung und verschlechterte die wirtschaftlichen Verhältnisse.
In Jedesbach waren von 6 Anwesen nur noch 5 erhalten, eins war öde und verbrannt.
Im Steuerbuch wurden 1631 für Jedesbach 2 Höfe, 2 Söldengütel, 1 Häusel, eine Mühle, 1 Inwohner (Hütmann), 30 Rinder und 4 Schweine aufgeführt und
1661 2 Höfe, 2 Söldengütel, 1 Häusel, eine Mühle (öd und abgebrannt), 1 Inwohner (Hüter), 25 Rinder.
1717 gab es in Jedesbach 7 Häuser, darunter ein Hüthaus, 6 Höfe, 7 Feuerstätten und 6 Untertanen.
1785 hatte Jedesbach 7 Untertanen, darunter einen Müller (Jedesbachermühle).
Ende des 18. Jahrhunderts gehörten die Orte Bach, Berg, Dautersdorf, Großenzenried, Hebersdorf, Jedesbach, Kulz, Pillmersried, Tännesried, Thanstein und Zengeröd zur Hofmark Thanstein. Besitzer war die Familie Holnstein.

### 19. Jahrhundert
Zu Beginn des 19. Jahrhunderts wurde staatlicherseits versucht die Verwaltungsstruktur zu vereinfachen und – gegen den zähen Widerstand der Besitzer – die Gerichtsbarkeit auf den Staat zu übertragen. Dieser Prozess verlief in mehreren Schritten.
Durch Säkularisation und Mediatisierung wurden die zersplitterten territorialstaatlichen Gebilde und die differenzierte Struktur der gerichts- und grundherrlichen Zuordnungen beseitigt und versucht, die gutsherrlichen Rechte nach und nach zu reduzieren.
Es wurden Landgerichte älterer Ordnung gebildet.
Entsprechend einer Verordnung von 1808 wurde das Landgericht Neunburg vorm Wald in 55 Steuerdistrikte unterteilt.
Dabei bildete Thanstein mit den Ortschaften Dautersdorf, Hebersdorf, Holzaufseherhäusel, Jedesbach und Thanstein einen Steuerdistrikt.
Jedesbach hatte zu dieser Zeit 8 Häuser, 3 Weber und einen Müller (Jedesbachermühle).
1820 wurden Ruralgemeinden gebildet.
Dabei entstand die Ruralgemeinde Dautersdorf, die aus der Ortschaft Dautersdorf mit 22 Familien und der Ortschaft Jedesbach mit 7 Familien bestand.
Für die zunächst weiter bestehenden Patrimonialgerichte wurden im Organischen Edikt über die Patrimonialgerichtsbarkeit Vorschriften erlassen, die darauf zielten, nur noch größere und zusammenhängende Territorien zuzulassen. 
Daneben wurde jede Gelegenheit wahrgenommen, Patrimonialgerichte aufzulösen und die Gerichtsbarkeit an die Landgerichte einzuziehen.
1809 bildete Thanstein mit insgesamt 185 Familien ein Patrimonialgericht, dessen Inhaber Max Graf von Holnstein war.
Dazu gehörten die Ortschaften Thanstein mit 49 Familien, Großenzenried mit 22 Familien, Pillmersried mit 22 Familien, Dautersdorf mit 21 Familien, Kulz mit 17 Familien, Berg mit 10 Familien, Jedesbach mit 9 Familien, Zengeröd mit 9 Familien, Niedermurach mit 5 Familien, Bach mit 3 Familien, Untereppenried mit 3 Familien, Unteraschau mit 2 Familien, Voggendorf mit 2 Familien, Wagnern mit 2 Familien und Tännesried mit 9 Familien.
In den folgenden Jahren versuchten Max Graf von Holnstein und sein Nachfolger Theodor Graf von Holstein das Patrimonialgericht noch auf weitere Ortschaften auszudehnen und führten zu diesem Zweck zähe Kämpfe mit dem Landgericht Neunburg, denen aber letzten Endes kein Erfolg beschieden war.
1848 wurden schließlich die feudalen Privilegien abgeschafft und die Patrimonialgerichte aufgelöst.
Die Gerichtsbarkeit und die Polizeigewalt ging damit endgültig und vollständig an den Staat über.

### 20. Jahrhundert bis Gegenwart
Zum Stichtag 23. März 1913 (Osterfest) wurde Jedesbach als Teil der Pfarrei Thanstein mit 5 Häusern und 29 Einwohnern aufgeführt.
1964 war Dautersdorf eine eigenständige Gemeinde mit den Orten Dautersdorf, Holzhaus, Jedesbach, Jedesbachermühle, Schleife und Vormurnthal.
1972 wurde Jedesbach als Ortsteil der aufgelösten Gemeinde Dautersdorf in die Gemeinde Thanstein eingegliedert.
Am 31. Dezember 1990 hatte Jedesbach 41 Einwohner und gehörte zur Pfarrei Thanstein.